# Grammy Award for Best Contemporary Christian Music Song
Der Grammy Award for Best Contemporary Christian Music Song, auf Deutsch „Grammy-Auszeichnung für das beste zeitgenössische Lied christlicher Popmusik“, ist ein Musikpreis, der von 2012 bis 2014 von der amerikanischen Recording Academy im Bereich der Christlichen Popmusik verliehen wurde.

## Geschichte und Hintergrund
Die seit 1959 verliehenen Grammy Awards werden jährlich in zahlreichen Kategorien von der Recording Academy in den Vereinigten Staaten vergeben, um künstlerische Leistung, technische Kompetenz und hervorragende Gesamtleistung ohne Rücksicht auf die Album-Verkäufe oder Chart-Position zu würdigen.
Eine dieser Kategorien war der Grammy Award for Best Contemporary Christian Music Song. Der Preis ging an den Songwriter und nicht an den Interpreten des Liedes. Die Auszeichnung wurde erstmals bei der jährlichen Grammy Awards-Zeremonie im Jahr 2012 vergeben. Seit diesem Jahr unterscheidet die Recording Academy zwischen Gospelmusik und Christlicher Popmusik (im Englischen: Contemporary Christian Music).
Die Kategorie Grammy Award for Best Contemporary Christian Music Song wurde nur für drei Jahre vergeben und ab 2015 in die Kategorie Grammy Award for Best Contemporary Christian Music Performance/Song integriert.

## Gewinner und Nominierte
| Jahr | Gewinner                                         | Nationalität                    | Lied                              | Interpret          | Nominierte | Bild des/der Gewinner(s) |
| ---- | ------------------------------------------------ | ------------------------------- | --------------------------------- | ------------------ | --- | ------------------------ |
| 2012 | Laura Story                                      | Vereinigte Staaten              | „Blessings“                       | Laura Story        | - Jamie Grace, Toby McKeehan und Christopher Stevens – „Hold Me“ (Jamie Grace featuring Tobymac) - Louie Giglio, Matt Maher und Chris Tomlin – „I Lift My Hands“ (Chris Tomlin) - Matthew West – „Strong Enough“ (Matthew West) - Brandon Heath und Jason Ingram – „Your Love“ (Brandon Heath)           |                          |
| 2013 | Jonas Myrin und Matt Redman                      | Schweden Vereinigtes Königreich | „10,000 Reasons (Bless the Lord)“ | Matt Redman        | - Mark Hall und Matthew West – Jesus, Friend of Sinners (Casting Crowns) - Jeff Pardo und Rhett Walker – When Mercy Found Me (Rhett Walker Band) - Jason Ingram, Matt Maher, Matt Redman und Chris Tomlin – White Flag (Passion & Chris Tomlin)                                                          |                          |
| 2013 | Israel Houghton und Micah Massey                 | Vereinigte Staaten              | „Your Presence is Heaven“         | Israel & New Breed | - Mark Hall und Matthew West – Jesus, Friend of Sinners (Casting Crowns) - Jeff Pardo und Rhett Walker – When Mercy Found Me (Rhett Walker Band) - Jason Ingram, Matt Maher, Matt Redman und Chris Tomlin – White Flag (Passion & Chris Tomlin)                                                          |                          |
| 2014 | David Garcia, Ben Glover und Christopher Stevens | Vereinigte Staaten              | „Overcomer“                       | Mandisa            | - Matt Bronleewe, Natalie Grant und Cindy Morgan – Hurricane (Natalie Grant) - Steven Curtis Chapman – Love Take Me Over (Steven Curtis Chapman) - Toby McKeehan, Jamie Moore und Ryan Stevenson – Speak Life (Tobymac) - Ed Cash, Scott Cash und Chris Tomlin – Whom Shall I Fear (God of Angel Armies) |                          |